# دسام (القفر)

تعديل مصدري - تعديل

دسام محلة تابعة لقرية نمير، التابعة لعزلة بني مبارز بمديرية القفر إحدى مديريات محافظة إب في الجمهورية اليمنية، بلغ تعداد سكانها 62 حسب تعداد اليمن لعام 2004.